# Braílovo
Braílovo (en macedònic Браилово) és un poble del municipi de Dòlneni, al centre de la Macedònia del Nord. En un cens realitzat el 2002, es va mostrar que al poble hi havia una població de 227 habitants, dividits ètnicament en 225 macedonis i 2 serbis.